# Stomodes gyrosicollis
Stomodes gyrosicollis — вид жесткокрылых семейства долгоносиков.

## Описание
Жук длиной 3-3,5 мм. Окрашен в смоляно-чёрный цвет, ноги красно-бурые, реже красно-коричневые. Продольные морщинки в центре диска переднеспинки, о большей частью - и по его краям, резкие, длинные, точки между ними неясные, частично сливающиеся между ними неясные, частично сливающиеся между собой. Задняя часть диска переднеспинки обычно с пологим и широким вдавлением.